# Leibertingen
Leibertingen ist eine Gemeinde in Baden-Württemberg und gehört zum Landkreis Sigmaringen.

## Geographie

### Geographische Lage

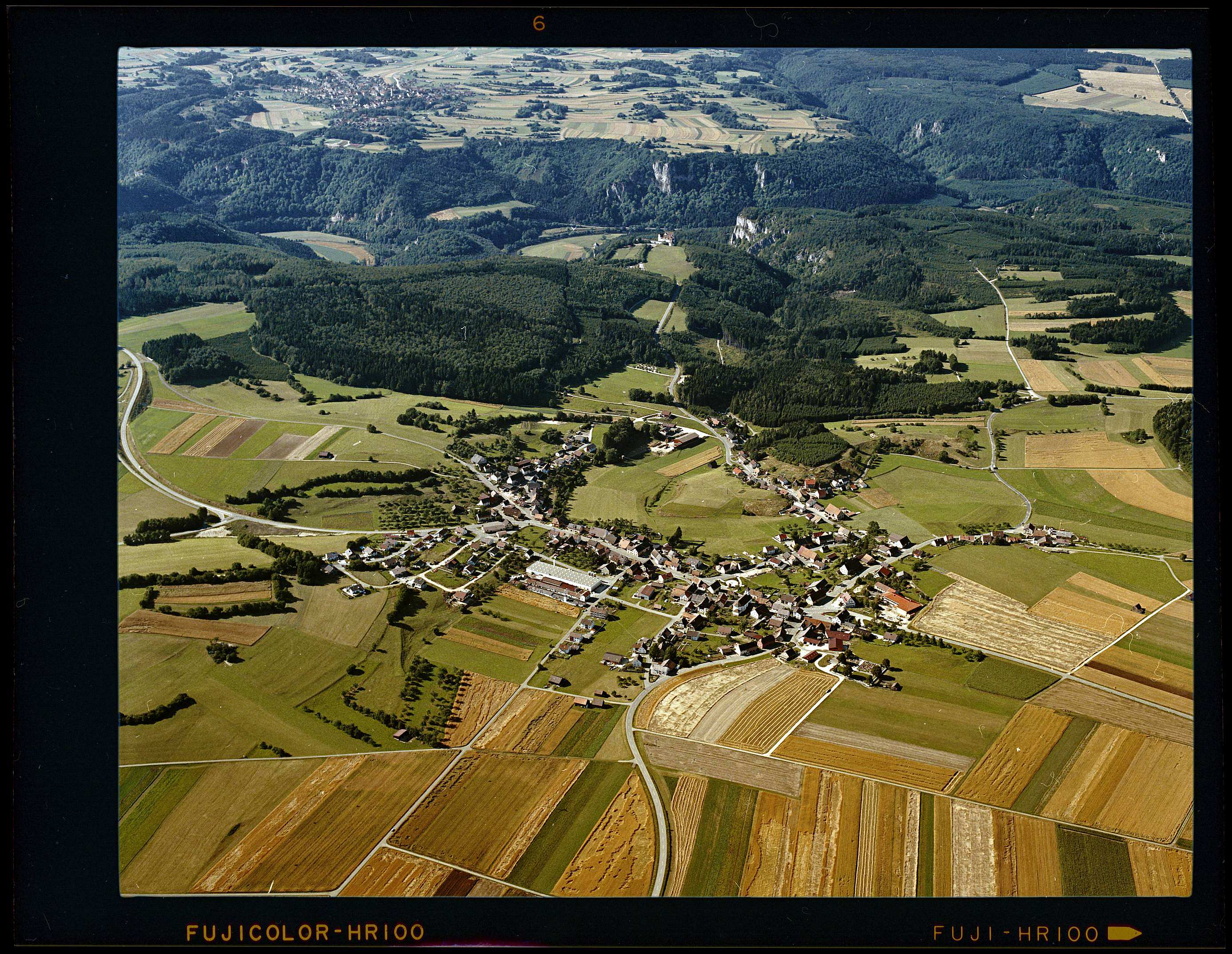
Leibertingen oberhalb des Donautals (1983)

Leibertingen liegt in 600 bis 850 Meter Höhe direkt über dem Donautal auf dem Badischen Heuberg am Südrand der Schwäbischen Alb, etwa 22 Kilometer von der Kreisstadt Sigmaringen und 24 Kilometer von Tuttlingen entfernt. Von der Gemarkungsfläche von rund 4720 Hektar (Stand: 31. Dezember 2010) sind 2127 Hektar Wald (713 Hektar Gemeindewald), 2328 Hektar landwirtschaftliche Nutzfläche und 257 Hektar Siedlungs- und Verkehrsfläche.

### Dreiländereck
Unterhalb der Burg Wildenstein befindet sich das sogenannte „Dreiländereck“. Hier stießen Württemberg (Irndorf), Hohenzollern-Sigmaringen (Beuron) – das 1850 an Preußen kam – und Baden (Leibertingen) aneinander.

### Gemeindegliederung
Die Gemeinde besteht aus dem namengebenden Leibertingen (mit dem Weiler Lengenfeld, der Burg Wildenstein, den Höfen Erdbeerenbühlhof, Haubhaus, Josefslust [Neu- und Oberbahnhof], Kaltenbrunnerhof, Mühleichenhof und Unterbahnhof und dem Haus Brändle) und den Teilorten Altheim, Kreenheinstetten und Thalheim (mit dem Gehöft Vogelsang).
| Wappen           | Ortsteil                              | Einwohner (Stand: 1. Januar 2018) | Fläche (Stand: 31. Dez. 2010) | Fläche (Stand: 31. Dez. 2010) |
| ---------------- | ------------------------------------- | --------------------------------- | ----------------------------- | ----------------------------- |
| Leibertingen     | Leibertingen (Kernort) mit Lengenfeld | 662 davon rd. 50                  | 1729 ha                       | 17.291.515 m²                 |
| Altheim          | Altheim                               | 245                               | 0456 ha                       | 04.560.063 m²                 |
| Kreenheinstetten | Kreenheinstetten                      | 632                               | 1588 ha                       | 15.879.990 m²                 |
| Thalheim         | Thalheim mit Vogelsang                | 593 davon rd. 20                  | 0947 ha                       | 09.472.579 m²                 |

### Schutzgebiete
Leibertingen hat im Norden Anteile am Oberen Donautal, das mit mehreren Schutzgebietskategorien unter Schutz steht. Entsprechend gehört auch der Leibertinger Teil des Donautals zum Landschaftsschutzgebiet Donau- und Schmeiental, zum FFH-Gebiet Oberes Donautal zwischen Beuron und Sigmaringen sowie zum Vogelschutzgebiet Südwestalb und Oberes Donautal.
Leibertingen gehört außerdem zum Naturpark Obere Donau.

## Geschichte

### Bis zum 19. Jahrhundert
Bereits in der Übergangszeit zwischen Römern und Alamannen muss es eine, wenn auch dünne Besiedlung gegeben haben. Der Versteckfund eines großen Bronzekessels im „Kesselloch“ am Bandfelsen östlich der Burg Wildenstein deutet auf den Beginn der Alamanneneinfälle in der zweiten Hälfte des dritten Jahrhunderts und den Rückzug der Römer aus Südwestdeutschland hin. Das etwa 40 Zentimeter hohe, bauchige Gefäß mit 65 Zentimetern Durchmesser wurde 1999 gefunden. Eine römische Fundmünze datiert in die Nachlimeszeit zwischen 341 und 354 n. Chr.
Leibertingen wurde im Jahre 1275 erstmals urkundlich erwähnt, die Ortsteile Thalheim 1242, Altheim 768 und Kreenheinstetten im Jahre 793. Jedoch deutet das Suffix des Ortsnamens mit -ingen auf eine Gründung in der Zeit der Alamannischen Landnahme ab 233 hin, die Siedlungen waren stets nach dem Hofgründer benannt: Leibertingen kommt von Liutbert. Leibertingen war lange Zeit durch das Köhlerhandwerk, Glashütten und Bohnerzabbau geprägt.
Der Ortsteil Thalheim war hohenzollerische Exklave inmitten zimmernschem und fürstenbergischem Gebiet.
Im Weiler Lengenfeld existierte bis etwa um 1700 eine Glashütte. Für die Herstellung von 100 Kilogramm Glas wurden 100 Kubikmeter Holz benötigt. Der starke Holzverbrauch prägte die Gegend.
Im 19. Jahrhundert gehörte Leibertingen zum Großherzogtum Baden. 1874/75 ließ der Großherzog von Baden von Rohrdorf nach Hartheim eine Straße bauen, die durch den Ort führte.

### Eingemeindungen
Im Zuge der Gemeindegebietsreform in Baden-Württemberg vereinigte sich am 1. Januar 1975 Gemeinde Leibertingen mit den zuvor selbstständigen Gemeinden Altheim, Kreenheinstetten und Thalheim zur neuen Gemeinde Leibertingen.

### Einwohnerentwicklung
- 1961: 1828 Einwohner, davon in Altheim 236, in Kreenheinstetten 531, in Leibertingen 604 und in Thalheim 457
- 1970: 1886 Einwohner, davon in Altheim 222, in Kreenheinstetten 558, in Leibertingen 628 und in Thalheim 478
- 1991: 2094 Einwohner
- 1995: 2191 Einwohner
- 2005: 2293 Einwohner
- 2010: 2231 Einwohner
- 2015: 2087 Einwohner
- 2020: 2124 Einwohner

## Politik

### Gemeinderat
Der Gemeinderat von Leibertingen umfasst zwölf ehrenamtliche gewählte Mitglieder, deren Amtszeit fünf Jahre beträgt, sowie den Bürgermeister als ebenfalls stimmberechtigten Vorsitzenden. Die letzte Wahl am 9. Juni 2024 führte bei einer Wahlbeteiligung von 78,5 Prozent zu folgendem Ergebnis:
| Partei / Liste | Stimmenanteil | Sitze |
| -------------- | ------------- | ----- |
| CDU            | 51,6 %        | 6     |
| Freie Wähler   | 48,4 %        | 6     |
| Gesamt         | 100 %         | 12    |

Darüber hinaus bestehen für die Ortsteile Altheim, Kreenheinstetten und Thalheim jeweils eigene Ortschaftsräte.

### Bürgermeister
Bürgermeister ist seit dem 1. Mai 2021 Stephan Frickinger nach Wahlerfolg in der ersten Wahlrunde.
- 1975–1999: Heinrich Güntner (FWV)
- 1999–2021: Armin Reitze (FWV)
- seit 2021: Stephan Frickinger (CDU)

### Wappen
| Wappen der Gemeinde Leibertingen | Blasonierung: „In Gold (Gelb) mit von Silber (Weiß) und Blau in doppeltem Wolkenschnitt geteiltem Bord ein schreitender roter Hirsch.“ |
| Wappen der Gemeinde Leibertingen | Wappenbegründung: Der im doppelten Wolkenschnitt von Silber und Blau geteilte Bord ist vom Wappen der Herrschaft Fürstenberg abgeleitet, der Kreenheinstetten und Leibertingen bis 1806 angehörten. Der Hirsch erschien sowohl im früheren Wappen von Thalheim, wo er auf die Grafschaft Sigmaringen hinwies, als auch im ehemaligen Leibertinger Wappen. In seiner vom letzteren übernommenen roten Farbe erinnert er auch an das entsprechend tingierte Hirschgeweih im früheren Wappen von Altheim. Das Wappen wurde der Gemeinde Leibertingen am 6. August 1976 vom Landratsamt Sigmaringen verliehen. |

Wappen der ehemals selbständigen Gemeinden

## Kultur und Sehenswürdigkeiten
Leibertingen liegt an der Hohenzollernstraße. Die Kommune ist dem Tourismusverband „Donaubergland“ und dem „Ferienland Hohenzollern“ angeschlossen.

### Bauwerke

#### Sakralbauten

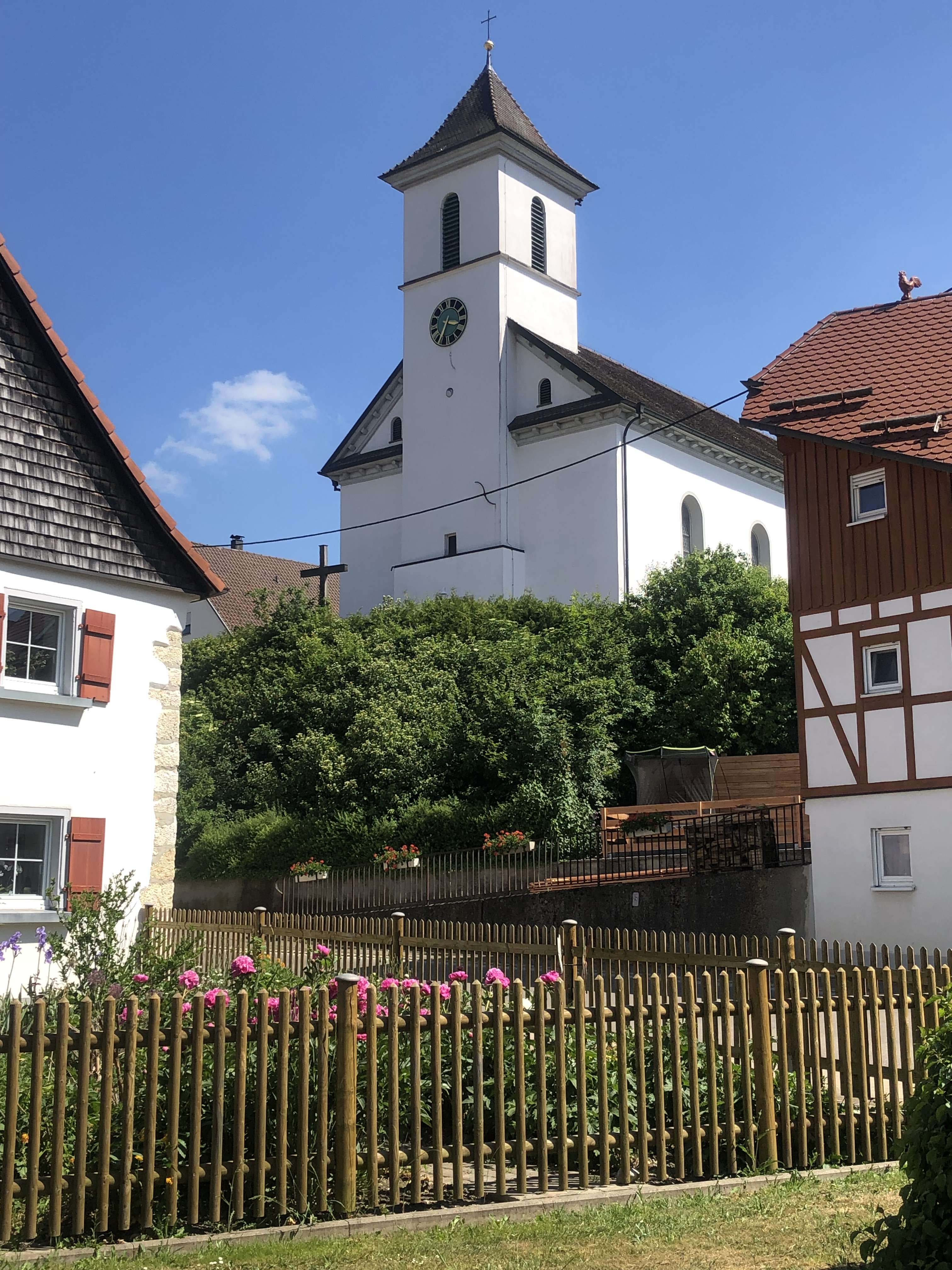
St. Peter und Paul

- Die Leibertinger Pfarrkirche St. Peter und Paul beherbergt die sogenannte „Leibertinger Madonna“ von 1525. Die Kirche gilt als Vorbote des Barock. Bis etwa zum Jahr 1825 waren alle Verstorbenen des Dorfes im unmittelbaren Umfeld der Kirche beerdigt worden.[18]
- Die Dorfkirche St. Pankratius im Ortsteil Altheim war einst eine Wallfahrtskirche.
- Die Kirche St. Michael in Kreenheinstetten hat einen Hochaltar von Schupp, ein Kunstwerk des Hochbarocks, sowie zwei Spätrokokoaltäre und neubarocke Deckenfresken.
- Die Thalheimer Kirche St. Laurentius wurde zwischen 1841 und 1843 erbaut. Sie verfügt über eine einheitliche neugotische Ausstattung.
- In Lengenfeld befindet sich die 1724 im Zopfstil erbaute St.-Ottilien-Kapelle. Das Altarbild zeigt die Schutzmadonna und zu ihren Füßen die Bürger in der damaligen Tracht. Der Altarstein der Kapelle entstammt der im Jahr 1777 abgebrochenen St.-Nikolaus-Kapelle aus dem nahen, mittlerweile abgebrochenen Dorf Oberstetten.[13]

#### Burgen, Burgruinen und Schlösser

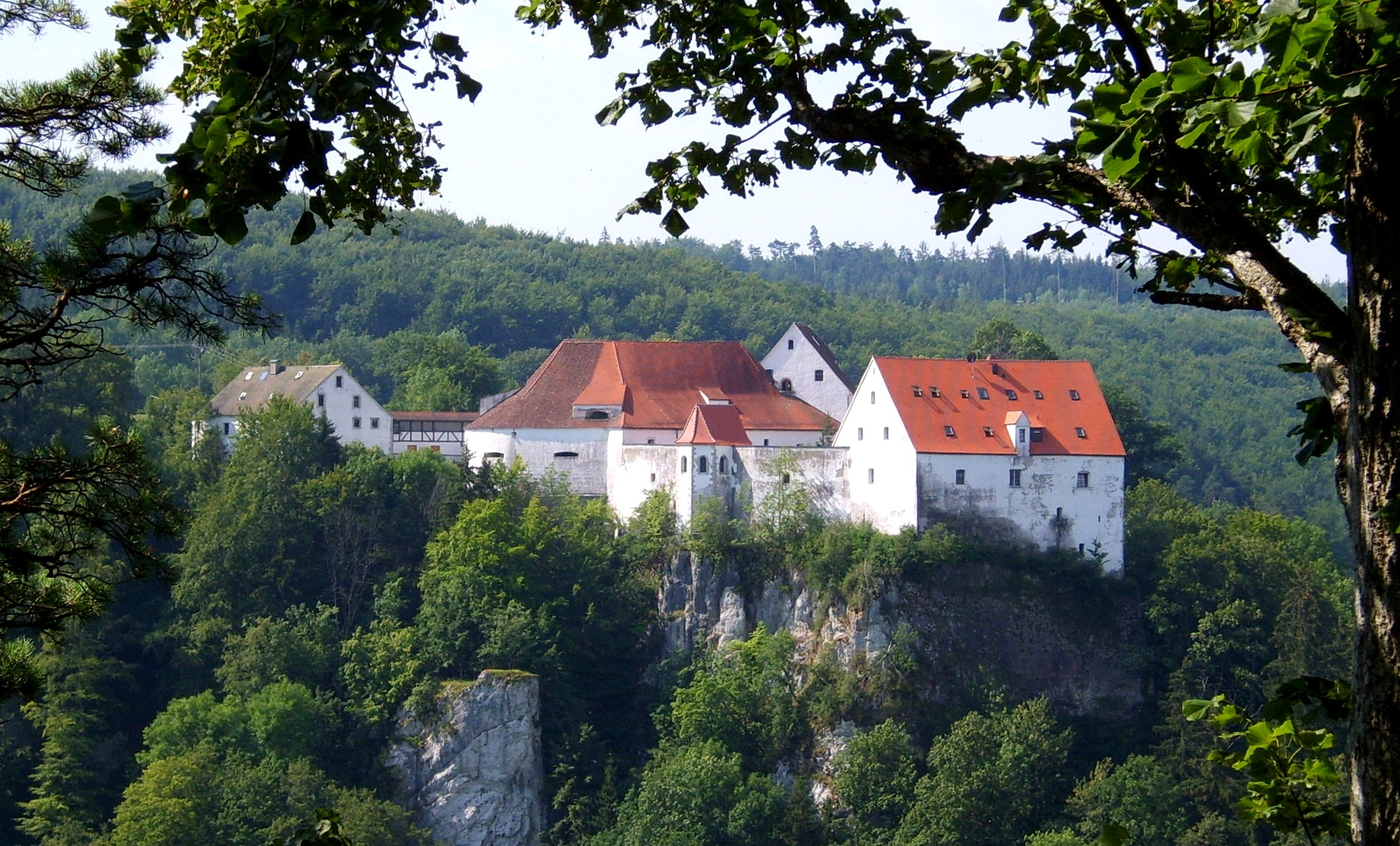
Burg Wildenstein

- Burg Wildenstein: Die Festung befindet sich auf einem steil abfallenden Felsen etwa 200 Meter über der Donau in der Nähe von Beuron. Sie wurde angeblich schon 1077 urkundlich als Burg erwähnt, diese Urkunde ist allerdings eine Fälschung der Beuroner Mönche. Tatsächlich wurde sie im 13. Jahrhundert erbaut und unter Graf Gottfried Werner von Zimmern zwischen 1512 und 1554 in spätmittelalterlicher Festungsbauweise umgebaut. Seit 1971 befindet sich auf der vollständig erhaltenen Burg mit Brücke und Burgkapelle eine Jugendherberge, zuvor war die gesamte Anlage durchgreifend renoviert worden. Die Festung verfügt über eine 74 Meter lange Vorburg, zwei Rundtürme, Burggräben, Zugbrücke, eine Hauptbastion mit Kommandoturm, Kasematten, Pulverkammern, einen Burghof mit Zisterne, Wehrgang, Palas mit Rittersaal, Fresken aus dem 15. Jahrhundert und über eine Burgkapelle mit einer Kopie des Wildensteiner Altars aus der Hand des Meisters von Meßkirch. Sie war Mitentstehungsort der Zimmerischen Chronik.[19]
- Die Feste Wildenstein hat auch Vorwerke, diese sind jedoch nur noch als Ruinen erhalten. Sie heißen Altwildenstein (um 1100 erbaut[19]), Unterwildenstein, Wildensteiner Burg Hexenturm und Wildensteiner Burg Hahnenkamm.
- Im Dorf Leibertingen befand sich die Burg Leibertingen.
- Thalheim beheimatet ein einfaches Jagdschlösschen der Hohenzollern, es befindet sich heute in Privatbesitz.

#### Sonstiges
- Gasthaus Adler
Das wohl 1478 erbaute Gebäude, war ein Erblehenhof und mit 77 Hektar der größte in Leibertingen. Neben dem Pfarrhöfle ist der Adler das älteste Gebäude im Ort.[20] In der über 500-jährigen Geschichte gab es mehrere Besitzerwechsel, zuletzt 1852, als die Familie Biselli den Adler übernahmen. Die Familie führt den Adler bis heute. Auf dem Anwesen befinden sich zwei freigelegte Gewölbekeller, einer wurde früher als Eiskeller genutzt und diente in den Kriegsjahren auch als Schutzbunker für Kinder und Schüler.[21]
- Gasthaus zur Traube
Das Geburtshaus des bekannten Wiener Hofpredigers Abraham a Sancta Clara, steht in Kreenheinstetten. In der Gaststube ist heute noch ein funktionsfähiger Kachelofen aus Abraham a Sancta Claras Zeiten in Betrieb. Im Jahr 1929 ging das Gasthaus für 19.000 Reichsmark an die Familie Gröner über. Mittlerweile wird die Traube in der dritten Generation geführt. Im November 1956 wurde eine Abraham-a-Sancta-Clara-Stube eingerichtet, seither wird auch ein Gästebuch geführt. Das Anwesen verfügt ebenfalls über einen großen Gewölbekeller. Hier wurde früher das Brot gebacken. Im hinteren Teil befand sich noch eine Schmiede.[21]
- Flurkreuze
Auf dem Gemeindegebiet befinden sich diverse als Kleindenkmal registrierte Feldkreuze: in Leibertingen 16 Stück, zwölf in Altheim und ebenso viele in Kreenheinstetten und neun Stück in Thalheim.[22]
- Viereckschanze und Hügelgräber
Nordöstlich des rund 170 Jahre alten „Mühleichenhofs“ – der Name leitet sich von den Eichen ab, die hier lange vor Anlage des Hofs geschlagen und für den Bau der Meßkircher Mühle genutzt wurden – sind die Reste einer etwa 130 × 100 Meter großen keltischen Viereckschanze () mit davorliegendem, deutlich ausgeprägtem Graben aus der Latènezeit (um 200 v. Chr.) zu erkennen. Etwa 650 Meter südwestlich der Schanze befindet sich eine Grabhügelgruppe () von rund zehn Hügeln, und ungefähr 1700 Meter nordöstlich der Schanze liegen noch vier Hügel () einer ursprünglich größeren Nekropole.[23][24][25][26]
- Waldlehrpfad
Zwischen Leibertingen und der Burg Wildenstein verläuft ein Waldlehrpfad. Eine im Wald gelegene Voliere ist zentraler Bestandteil des Pfads, unter anderem sind Uhus zu sehen; sie zählt rund 10.000 Besucher pro Jahr.[27][28][29]

### Regelmäßige Veranstaltungen
- Höhepunkt im jährlichen Veranstaltungskalender ist die schwäbisch-alemannische Fasnet. Dabei werden alte, urkundlich nicht belegte und auch kaum schriftlich erwähnte Spitz- und Necknamen verwendet. So konnte der Name Lerchen für die Thalheimer nicht eindeutig geklärt werden. Einleuchtend ist wohl die Erklärung, wonach die Thalheimer schon immer sehr sangesfreudig waren und auch heute noch als Bewohner einer einstigen hohenzollerischen Exklave inmitten der badischen Umgebung mit Inbrunst das Hohenzollernlied singen. Zu den Altheimern sagt man Lächele, vielleicht deshalb, weil sie nicht sogleich ins Zeug springen und erst einmal abwartend lächeln, ehe sie sich zum Mittun für eine bestimmte Sache entscheiden. Die Leibertinger nennt man Rälle, auch dieser Name taucht in abgewandelter Form als Katzmallibach im Namen des Narrenvereins wieder auf. Der Ursprung ist nicht bekannt, vielleicht gab es vor langer Zeit in Leibertingen einmal ein paar allzu „rällige Mannen“. Mit dem wenig schmeichelhaften Namen Esel werden die Kreenheinstetter belegt, wobei sich der Ursprung dieser Bezeichnung keineswegs anrüchig ausnimmt. Es gibt zwei Deutungen: Im früheren Gemeindewappen ist ein Steinbock dargestellt. Dem Künstler, der dieses Wappen fertigte, ist die Darstellung des Steinbocks ein wenig missglückt, die Hörner sehen in der Tat eher aus wie Eselsohren. Die andere Deutung: In der Zimmerschen Chronik ist ein Kreenheinstettener Osterspiel beschrieben, bei dem der Mesner, auf einem Esel reitend, den Einzug Jesu in Jerusalem darstellend, von einem ihm übel gesinnten Nachbarn mit einem Palmwedel einen so heftigen Schlag auf den Kopf erhielt, dass er von seinem Esel fiel.[30] 2011/2012 wurde bei der Köhlerzunft die Figur des Dahlemer Bürgers eingeführt. Den geschichtlichen Hintergrund bildet der Streit mit dem Fürstenhaus Hohenzollern im Jahr 1750, bei dem es um den Thalheimer Wald ging. Die damaligen „Dahlemer“ Bürger konnten den Waldbesitz erhalten.[31]
- Der Wildensteiner Jahrmarkt findet seit 1977 jährlich am dritten Sonntag im September statt. Die Traditionsveranstaltung, die selbst bei schlechtem Wetter stattfindet, lockt tausende von Besuchern nach Leibertingen. Auf dem Jahrmarkt gibt es unter anderem Stände, an denen alte Handwerkstechniken wie das Seilmachen oder das Korbflechten gezeigt werden. Die Akteure, die Marktleute, tragen mittelalterliche Kleidung. Neben den Marktbuden im Ortszentrum werden an diesem Tag in der Burg Wildenstein Führungen durch die sonst der Öffentlichkeit unzugänglichen Bereiche angeboten. Gleichzeitig veranstaltet die Fluggemeinschaft Leibertingen auf dem Segelflugplatz am Dorfrand das Leibertinger Drachenfest. Es entwickelte sich aus den Leibertinger Flugtagen und zeigt Drachenmodelle in verschiedensten Formen, die in mühevoller und langer Handarbeit entstanden sind.[32]

## Wirtschaft und Infrastruktur
Im Ortsteil Thalheim befindet sich eine Kläranlage, in Altheim ein Pumpwerk.

### Ansässige Unternehmen
- Die Mahle Ventiltrieb GmbH in Leibertingen gehört zur Mahle GmbH mit Sitz in Stuttgart.[34]

### EnBW-Solarpark Leibertingen
Die EnBW Erneuerbare Energien GmbH nahm am 16. April 2010 einen Solarpark im Beisein von Umweltministerin Tanja Gönner offiziell in Betrieb. Die Photovoltaikanlage, die bereits nach elf Wochen Bauzeit im Dezember 2009 ans Netz ging, hat eine Leistung von 2,1 Megawatt und soll jährlich rund 2,109 Millionen Kilowattstunden Strom erzeugen. Eine Energiemenge, die ausreicht, 630 Haushalte mit Strom zu versorgen und die 1240 Tonnen Kohlenstoffdioxid pro Jahr einspart. Die Anlage stellt den Einstieg der EnBW in diese Form der Stromerzeugung dar. In dem 7,3 Hektar großen Solarpark auf der ehemaligen Erddeponie der Gemeinde Leibertingen östlich von Kreenheinstetten und auf einem angrenzenden Grundstück sind 17.700 Dünnschichtmodule im Einsatz. Zwei Transformatorenstationen speisen den von vier Wechselrichtern modifizierten Wechselstrom von 20 Kilovolt in den 1,4 Kilometer entfernten Netzverknüpfungspunkt ein.

### Verkehr
Der Öffentliche Nahverkehr wird durch den Verkehrsverbund Neckar-Alb-Donau (NALDO) gewährleistet. Die Gemeinde befindet sich in der Wabe 443.
Mit dem Flugplatz Leibertingen verfügt der Ort über ein Segelfluggelände.

### Bildung
In der Gemeinde Leibertingen gibt es drei Kindergärten:
- Kindergarten St. Josef Leibertingen: Das Kindergartengebäude gehört der Gemeinde, Träger der Einrichtung ist die katholische Kirchengemeinde St. Peter und Paul Leibertingen.
- Kindergarten St. Michael Kreenheinstetten: Sowohl Eigentum als auch Trägerschaft liegen bei der Kirchengemeinde St. Michael.
- Kinderhaus Wunderfitz Thalheim: Dieser Kindergarten gehört der Gemeinde und wird auch von ihr betrieben. Ihn besuchen Kinder aus Altheim und Thalheim.

Mit der Wildensteinschule befindet sich eine Grundschule im Kernort Leibertingen.

## Persönlichkeiten

### Ehrenbürger
- 2000, 23. Juli: Heinrich Güntner, Bürgermeister a. D.[35]

### Söhne und Töchter der Gemeinde
- In Kreenheinstetten wurde der Barockprediger Abraham a Sancta Clara (1644–1709) geboren.
- Ebenfalls in Kreenheinstetten wurde der Pfarrer Balthasar Bücheler (1615/18–1687) geboren. Er war mit Abraham a Sancta Clara verwandt und verschwägert und veranlasste neben anderen, dass der später so berühmte Mönch die Lateinschule besuchen konnte. Bücheler starb am 30. Oktober 1687 in Sigmaringen-Gutenstein und wurde in der dortigen St. Gallus-Kirche beerdigt (sein Epitaph wurde anlässlich einer späteren Kirchenrenovierung neben der Kirche aufgestellt).

### Persönlichkeiten, die vor Ort gewirkt haben
- Conny Dietz (* 1962), Mitglied der deutschen Nationalmannschaft im Goalball und sechsfache Teilnehmerin an Paralympischen Spielen, lebt in Leibertingen.
- Fidel Frick, seit 1983 Träger der Verdienstmedaille des Landes Baden-Württemberg